# Stapleton (Georgia)
Stapleton è una città degli Stati Uniti d'America, situata in Georgia, nella Contea di Jefferson.